# Гаральд Бюттнер
Гаральд Бюттнер (нім. Harald Büttner; нар. 13 квітня 1953, Майсен, Саксонія) — східнонімецький борець вільного стилю, чемпіон, дворазовий срібний та бронзовий призер чемпіонатів світу, чемпіон, срібний та триразовий бронзовий призер чемпіонатів Європи, учасник двох Олімпійських ігор.

## Життєпис
У юності він пробував займатися важкою атлетикою і веслуванням, перш ніж перейти до боротьби. Розпочав свою міжнародну кар'єру на чемпіонаті Європи 1973 року, вигравши бронзову медаль. Потім він виграв золоту медаль у 1974 році, срібло в 1975 році, і ще дві бронзові медалі в 1977 і 1980 роках. Пік його кар'єри прийшовся на 1978 році, коли він виграв Чемпіонат світу. Він також виграв срібні медалі чемпіонатів світу в 1975 і 1977 роках та бронзу в 1974 році.
На Олімпійських іграх у Монреалі 1976 року Бюттнер розчарував, програвши перші два поєдинки. Чотири роки потому на Московській Олімпіаді він фінішував четвертим.
На національному рівні він виграв сім національних титулів Східної Німеччини поспіль у 1974—1980 роках.

### Родина
Чоловік ковзанярки Моніки Зернічек, чемпіонки Східної Німеччини у спринтерському багатоборстві, учасниці зимових Олімпійських ігор 1976.

## Спортивні результати на міжнародних змаганнях

### Виступи на Олімпіадах
| Змагання                    | Збірна | Вагова категорія           | Місце                |
| --------------------------- | ------ | -------------------------- | -------------------- |
| Літні Олімпійські ігри 1976 | НДР    | вільна боротьба, до 100 кг | вибув у другому турі |
| Літні Олімпійські ігри 1980 | НДР    | вільна боротьба, до 100 кг | 4                    |

### Виступи на Чемпіонатах світу
| Змагання                        | Збірна | Вагова категорія           | Місце  |
| ------------------------------- | ------ | -------------------------- | ------ |
| Чемпіонат світу з боротьби 1974 | НДР    | вільна боротьба, до 100 кг | Бронза |
| Чемпіонат світу з боротьби 1975 | НДР    | вільна боротьба, до 100 кг | Срібло |
| Чемпіонат світу з боротьби 1977 | НДР    | вільна боротьба, до 100 кг | Срібло |
| Чемпіонат світу з боротьби 1978 | НДР    | вільна боротьба, до 100 кг | Золото |
| Чемпіонат світу з боротьби 1979 | НДР    | вільна боротьба, до 100 кг | 4      |

### Виступи на Чемпіонатах Європи
| Змагання                         | Збірна | Вагова категорія           | Місце  |
| -------------------------------- | ------ | -------------------------- | ------ |
| Чемпіонат Європи з боротьби 1973 | НДР    | вільна боротьба, до 100 кг | Бронза |
| Чемпіонат Європи з боротьби 1974 | НДР    | вільна боротьба, до 100 кг | Золото |
| Чемпіонат Європи з боротьби 1975 | НДР    | вільна боротьба, до 100 кг | Срібло |
| Чемпіонат Європи з боротьби 1977 | НДР    | вільна боротьба, до 100 кг | Бронза |
| Чемпіонат Європи з боротьби 1978 | НДР    | вільна боротьба, до 100 кг | 4      |
| Чемпіонат Європи з боротьби 1979 | НДР    | вільна боротьба, до 100 кг | 6      |
| Чемпіонат Європи з боротьби 1980 | НДР    | вільна боротьба, до 100 кг | Бронза |

### Виступи на інших змаганнях
| Змагання                           | Збірна | Вагова категорія           | Місце  |
| ---------------------------------- | ------ | -------------------------- | ------ |
| Гран-прі Німеччини з боротьби 1977 | НДР    | вільна боротьба, до 100 кг | Золото |
| Гран-прі Німеччини з боротьби 1978 | НДР    | вільна боротьба, до 100 кг | Золото |
| Гран-прі Німеччини з боротьби 1980 | НДР    | вільна боротьба, до 100 кг | Срібло |

### Виступи на змаганнях молодших вікових груп
| Змагання                                      | Збірна | Вагова категорія           | Місце  |
| --------------------------------------------- | ------ | -------------------------- | ------ |
| Чемпіонат Європи з боротьби серед молоді 1972 | НДР    | вільна боротьба, до 100 кг | Срібло |